# John Anthony Walker
John Anthony Walker Jr. (28 de julio de 1937-28 de agosto de 2014) fue un suboficial de la Marina de los Estados Unidos y especialista en comunicaciones condenado por espiar en favor de la Unión Soviética entre 1968 y 1985 lo que le llevó a ser condenado a cadena perpetua.
A finales de 1985, Walker llegó a un acuerdo con los fiscales federales, que le obligó a proporcionar todos los detalles de sus actividades de espionaje y testificar en contra de su co-conspirador, el ex suboficial mayor Jerry Whitworth. A cambio, los fiscales acordaron una sentencia menor para el hijo de Walker, el ex marine Michael Walker, quien también estuvo involucrado en la red de espionaje. Durante su tiempo como espía soviético, Walker ayudó a los soviéticos a descifrar más de un millón de mensajes navales cifrados, organizando una operación de espionaje la cual el The New York Times describió en 1987 como "el anillo de espionaje soviético más dañino de la historia".
Después del arresto de Walker, Caspar Weinberger, el Secretario de Defensa del presidente Ronald Reagan, concluyó que la Unión Soviética logró avances significativos en la guerra naval lo que era atribuible al espionaje de Walker. Weinberger declaró que la información que Walker le dio a Moscú permitió a los soviéticos "acceder a armas y datos de sensores y tácticas navales, amenazas terroristas y entrenamiento, preparación y tácticas de superficie, submarinos y aéreos". John Lehman, Secretario de la Armada durante la Administración Reagan, declaró en una entrevista que las actividades de Walker permitieron a los soviéticos saber dónde estaban los submarinos estadounidenses a cada momento. John Prados, miembro del Archivo de Seguridad Nacional en Washington D. C., señaló que después de que Walker se presentó frente a los funcionarios soviéticos, las fuerzas norcoreanas tomaron el USS Pueblo usando información que Walker habría proporcionado. Prados agregó que Corea del Norte posteriormente compartió información obtenida del barco espía con los soviéticos, lo que les permitió construir réplicas y obtener acceso al sistema de comunicaciones navales de Estados Unidos, que continuó hasta que el sistema fue completamente renovado a finales de la década de 1980. En los últimos años se ha emergido la idea de que Corea del Norte actuó sin ayuda soviética y  que el incidente realmente perjudicó las relaciones de Corea del Norte con el Bloque Oriental .

## Primeros años
Walker nació en Washington D. C., el 28 de julio de 1937 y asistió a la escuela secundaria en Scranton, Pensilvania.  Después de abandonar la escuela secundaria, Walker y un amigo organizaron una serie de robos el 27 de mayo de 1955. Su botín incluía dos llantas, algo más de cuatro litros de aceite, seis latas de limpiador y 3 dólares en efectivo. La pareja evadió a la policía en una persecución a alta velocidad, pero fueron arrestados dos días después. Le ofrecieron la opción de ir a la cárcel o el ejército. Se alistó en la Armada en 1955, y avanzó con éxito como radiólogo llegando al cargo de suboficial en ocho años. Mientras estaba estacionado en Boston, Walker conoció y se casó con Barbara Crowley, y tuvieron cuatro hijos juntos, tres hijas y un hijo. Mientras estaba estacionado en el submarino de misiles balísticos de flota nuclear (FBM) USS Andrew Jackson en Charleston, Carolina del Sur, Walker abrió un bar del que no logró obtener ganancias y lo hundió de inmediato. En 1965, Walker fue transferido al nuevo FBM, el USS Simon Bolivar, donde recibió una autorización de criptografía de alto secreto para trabajar en los espacios de comunicaciones del submarino. Él y otros miembros del equipo de comunicaciones del submarino eran miembros de la Sociedad John Birch que distribuía literatura sobre la organización a miembros de la tripulación y a amigos en tierra, donde Walker intentó el estilo de vida playboy.

## Anillo espía
John Walker fue ascendido a suboficial en marzo de 1967 y en abril fue asignado como oficial de vigilancia de comunicaciones en la sede de COMSUBLANT en Norfolk, Virginia, donde sus responsabilidades incluían "administrar todo el centro de comunicaciones para la fuerza submarina"  Walker comenzó a espiar para los soviéticos a finales de 1967, cuando, angustiado por sus dificultades financieras tras la quiebra de su bar y su estilo de vida, entró en la antigua embajada soviética en Washington D. C., vendió un documento de alto secreto (una tarjeta de cifrado de radio) por varios miles de dólares, y negoció un salario fijo de 500 a 1.000 dólares por semana.  Walker justificó su traición al afirmar que los primeros datos clasificados de comunicaciones de la Marina que vendió a los soviéticos ya habían sido completamente comprometidos cuando los norcoreanos capturaron el barco de vigilancia, USS Pueblo Sin embargo, los coreanos capturaron a Pueblo en enero de 1968, muchas semanas después de que Walker hubiera traicionado la información.  Además, una tesis de 2001 presentada en el Colegio de Estado Mayor y Comando del Ejército de EE. UU. elaborada con información obtenida de archivos soviéticos y de Oleg Kalugin, indicó que el incidente de Pueblo pudo haber tenido lugar porque los soviéticos querían estudiar el equipo descrito en los documentos proporcionados por Walker.
En la primavera de 1968, la esposa de John Walker descubrió elementos en su escritorio en casa, lo que le hizo sospechar que estaba actuando como espía. Walker continuó espiando, recibiendo un ingreso de varios miles de dólares al mes por suministrar información clasificada. Walker usó la mayor parte del dinero para pagar sus deudas y para trasladar a su familia a mejores vecindarios, pero también dejó algo para futuras inversiones, como cambiar la suerte de su bar mediante la contratación de un barman experto. La oportunidad de Walker llegó en septiembre de 1969 cuando se convirtió en subdirector de las escuelas de radiomanía A y B en el Centro de Entrenamiento Naval de San Diego.  Allí, Walker se hizo amigo del estudiante Jerry Whitworth, futuro cómplice.
Walker fue transferido desde San Diego en diciembre de 1971 para convertirse en el oficial de comunicaciones a bordo del buque de suministros USS Niagara Falls. Whitworth, quien se convertiría en un suboficial de alto rango de la Marina (jefe de radiólogos) acordó ayudar a Walker a obtener acceso a datos de comunicaciones altamente clasificados en 1973; y sirvió también a bordo del  USS Niagara Falls después de que Walker se retiró de la Armada. La transferencia del personal del comandante de la Fuerza Anfibia, Atlantic Fleet  había detenido el acceso de Walker a los datos que los soviéticos querían; pero reclutó a Whitworth para que los datos siguieran fluyendo, suavizando la idea del espionaje diciéndole que los datos irían a Israel, un aliado de los Estados Unidos. Más tarde, cuando Whitworth se dio cuenta de que los datos iban a los soviéticos en lugar de a Israel, continuó suministrando información a Walker, hasta que se retiró de la Marina en 1983.
En 1976, Walker se retiró de la Armada para renunciar a su autorización de seguridad, ya que creía que ciertos oficiales superiores suyos estaban demasiado interesados en investigar las fallas en sus registros. Walker y Barbara se habían divorciado. Sin embargo, Walker no puso fin a su espionaje y comenzó a buscar ayuda de manera más agresiva entre sus hijos y familiares (Walker fue un investigador privado durante este tiempo). Para 1984, había reclutado a su hermano mayor Arthur, un teniente comandante retirado que luego fue a trabajar con un contratista militar, y a su hijo Michael, un marine en activo.  Walker también intentó reclutar a su hija menor, que se había alistado en el ejército de los Estados Unidos, pero ella acortó su carrera militar cuando quedó embarazada y rechazó la oferta de su padre de pagar un aborto, en lugar de eso decidió dedicarse a tiempo completo a su maternidad. Walker luego dirigió su atención a su hijo, que había causado muchos problemas durante gran parte de su adolescencia y había abandonado la escuela secundaria. Walker obtuvo la custodia de su hijo y lo puso a trabajar como aprendiz en su agencia de detectives para prepararlo para el espionaje y lo alentó a volver a inscribirse en la escuela secundaria para obtener un diploma, y luego alistarse en la Marina.
Cuando Michael Walker comenzó a espiar, trabajó como supervisor clave en el centro de comunicaciones de la fuerza submarina de la Flota Atlántica de EE. UU. y habría tenido conocimiento de tecnologías de alto secreto, como el sistema de vigilancia submarina SOSUS, que rastrea la acústica submarina a través de una red de hidrófonos sumergidos. Fue a través de Walker que los soviéticos se dieron cuenta de que la Marina de los EE. UU. podía rastrear la ubicación de los submarinos soviéticos mediante la cavitación producida por sus hélices. Después de esto, se mejoraron las hélices de los submarinos soviéticos para reducir la cavitación. El escándalo Toshiba-Kongsberg fue revelado por esta actividad en 1987.
En 1990, el periodista del New York Times John J. O'Connor informó: "Algunos expertos en inteligencia estimaron que Walker proporcionó suficiente información de datos de código para alterar significativamente el equilibrio de poder entre Rusia y los Estados Unidos". Más tarde, cuando se le preguntó cómo había logrado acceder a tanta información clasificada, Walker dijo: " KMart tiene mejor seguridad que la Marina". Según un informe presentado a la Oficina del Ejecutivo Nacional de Contrainteligencia en 2002, Walker es uno de los pocos espías que se cree que han ganado más de un millón de dólares en compensación por espionaje, aunque The New York Times estimó sus ingresos en solo 350.000 dólares.
Theodore Shackley, jefe de la estación de la CIA en Saigón, afirmó que el espionaje de Walker pudo haber contribuido a la disminución de los ataques con bombas B-52 y a la efectividad de los Estados Unidos en Vietnam. [cita requerida]

## Arresto y encarcelamiento
John y Barbara Walker se divorciaron en 1976. Su matrimonio estuvo marcado por el abuso físico y el alcohol. En 1980 Barbara había comenzado a abusar regularmente del alcohol y tenía mucho miedo por sus hijos. Ella quería que los niños no se involucraran en el espionaje; eso condujo a un constante desacuerdo con John. Barbara intentó contactar varias veces con la oficina del FBI en Boston, pero colgó o estaba demasiado borracha para hablar. En noviembre de 1984 volvió a contactar a la oficina de Boston y, en una confesión de borrachera, informó que su exmarido espió a la Unión Soviética. Entonces no sabía que Michael se había convertido en un participante activo; Más tarde admitió que no habría denunciado el anillo de espías si hubiera sabido que su hijo estaba involucrado.
La oficina del FBI en Boston entrevistó a Barbara Walker e inicialmente consideró que su historia era el despotricar de una mujer borracha y amargada que intentaba "arrojar un centavo" sobre un exmarido. Como el informe de Barbara consideraba a una persona que vivía en Virginia, la oficina de Boston envió el informe a la oficina de Norfolk. Cuando el FBI en Norfolk revisó el informe, el escuadrón de contrainteligencia concluyó que podría ser un informe veraz e inició una investigación discreta. El FBI realizó una entrevista con la hija de Walker, Laura, quien confirmó que su padre era un espía de la KGB y dijo que había tratado de reclutarla.
Tanto Barbara Walker como Laura Walker pasaron los exámenes de polígrafo y el Tribunal de Vigilancia de Inteligencia Extranjera autorizó la vigilancia electrónica contra John Walker. En mayo de 1985, el FBI se enteró a través de la vigilancia electrónica de que era probable que John Walker viajara fuera de la ciudad el fin de semana del 18 y 19 de mayo de 1985. El 19 de mayo, Walker salió de su casa en Norfolk y fue seguido de manera encubierta por el FBI al área de Washington D. C., donde la vigilancia se unió al personal de la oficina de campo del FBI en Washington. Más tarde esa noche sobre las 8:30 de la tarde Walker condujo a una zona rural en el condado de Montgomery, Maryland, donde fue visto colocando un paquete en una zona boscosa cerca de un cartel de "No caza". El FBI recuperó el paquete que tenía 124 páginas de información clasificada robada sobre el portaaviones USS Nimitz, donde fue asignado el hijo de Walker, Michael. John Walker fue arrestado durante las primeras horas de la mañana del 20 de mayo de 1985 por un equipo de agentes de las oficinas de campo del FBI en Norfolk y Washington. El FBI detuvo al mismo Walker en un motel en el condado de Montgomery, Maryland, usando, irónicamente, un truco que había usado para atrapar a personas en casos de adulterio, es decir, llamando por teléfono a su habitación de hotel y diciéndole que su automóvil había sido golpeado en un accidente. Barbara Walker no fue procesada por su papel en la divulgación del anillo. Sin embargo, el exagente de la KGB, Victor Cherkashin, describe en su libro Spy Handler que Walker fue comprometido por el espía del FBI Valery Martynov, quien escuchó a funcionarios en Moscú hablando de Walker.
Michael Walker fue arrestado a bordo del USS Nimitz, donde los investigadores encontraron un bloqueador de pie lleno de copias de material clasificado. Tuvo que ser sacado de su barco bajo vigilancia para evitar ser golpeado por marineros y marines. Jerry Whitworth fue arrestado por el FBI Sacramento, California. Arthur Walker fue el primer miembro de la red de espionaje en ir a juicio. Durante el arresto de Arthur Walker, le leyeron sus derechos y le dijeron repetidamente que debía permanecer en silencio hasta que pudiera contratar a un abogado, pero siguió admitiendo complicidad en un esfuerzo por "mostrar remordimiento". Fue juzgado, condenado y sentenciado a tres cadenas perpetuas en un tribunal de distrito federal en Norfolk.
Walker cooperó algo con las autoridades, lo suficiente como para llegar a un acuerdo de culpabilidad que redujo la sentencia para su hijo. Acordó someterse a una cadena perpetua, a proporcionar una revelación completa de los detalles de su espionaje y testificar contra Whitworth a cambio de una promesa de los fiscales de que la sentencia máxima solicitada para Michael fuera de 25 años de prisión, que fue luego la sentencia de Michael. Todos los miembros del anillo de espías, además de Michael Walker, recibieron cadena perpetua por su papel en el espionaje. Whitworth fue sentenciado a 365 años de prisión y multado con 410.000 dólares por su participación. Whitworth fue encarcelado en la Penitenciaría de los Estados Unidos, Atwater, una prisión federal de alta seguridad en California. Arthur, el hermano mayor de Walker, recibió tres cadenas perpetuas más 40 años y murió en el Complejo Correccional Federal de Butner en Butner, Carolina del Norte, el 5 de julio de 2014, seis semanas antes de la muerte de su hermano menor.
El hijo de Walker, Michael, que tuvo un papel relativamente menor en el anillo de espionaje y aceptó testificar a cambio de una condena reducida, fue liberado de la prisión en libertad condicional en febrero de 2000.  Walker fue encarcelado en FCC Butner, en la parte de baja seguridad. Había rumores de que padecía diabetes mellitus y cáncer de garganta en estadio 4.

## Muerte
Walker murió de causas desconocidas el 28 de agosto de 2014 mientras aún estaba en prisión. Habría sido elegible para obtener, si se le fuera concedida, la libertad condicional en 2015.

## Otras lecturas
- Thomas B. Allen y Norman Polmar; Comerciantes de traición: los secretos de América para la venta : Nueva York: Delacorte Press, 1988, ISBN 0-385-29591-X    (aproximadamente la mitad del libro está dedicado al caso Walker)
- John Barron; Breaking the Ring: The Bizarre Case of the Walker Family Spy Ring ; Boston: Houghton Mifflin, 1987, ISBN 0-395-42110-1
- Howard Blum; Prometo lealtad: la verdadera historia de los caminantes: una familia de espías estadounidense ; Simon & Schuster Books, 1987, ISBN 0-671-62614-0
- Kneece, Jack; Traición familiar: el caso del espía Walker ; Paperjacks, 1988, ISBN 0-7701-0793-1
- Robert W. Hunter; Spy Hunter: Inside the FBI Investigation of the Walker Espionage Case ; Instituto Naval de Prensa, 1999, ISBN 1-55750-349-4
- Pete Earley; Familia de espías: dentro del anillo de espías de John Walker ; Bantam Books, 1989, ISBN 0-553-28222-0
- "La traición más grande de la Armada", Revista de Historia Naval
- Offley, Ed; Scorpion Down: La historia no contada del USS Scorpion ; Capítulo 12 "El triángulo fatal"; Nueva York, Basic Books, 2007, ISBN 978-0-465-05185-4
- Walker, John Anthony; Mi vida como espía ; Amherst, Nueva York: Prometheus Books, 2008, ISBN 978-1-59102-659-4
- Walker, Laura; Hija de engaño: el drama humano detrás del caso del espía Walker ; W Pub Group, 1988, ISBN 978-0849906596

- Datos: Q2071545
- Multimedia: John Anthony Walker / Q2071545